# نايجل غراي (كاتب)
نايجل غراي (بالإنجليزية: Nigel Gray)‏ هو كاتب أسترالي، ولد في 1941.